# Mi querida señor juez
Mi querida señor juez (título original: First Monday in October) es una película estadounidense de 1981 dirigida por Ronald Neame y protagonizada por Walter Matthau y Jill Clayburgh.

## Argumento
En Estados Unidos, tras la muerte de un juez del Tribunal Supremo, se designa a la conservadora Ruth Loomis para ocupar el cargo. Es la primera mujer que llega a ese puesto en los Estados Unidos. Por sus ideas, tendrá que enfrentarse al juez Dan Snow, de ideas más liberales. 
Ambos empiezan a combatirse verbalmente con pasión respecto a la ley en todos los asuntos que llegan al Tribunal Supremo. Sin embargo, con el tiempo, llegan a respetarse respecto a sus posiciones contrarias e incluso se vuelven amigos. Aun así continuarán combatirse en el tribunal día a día respecto a los casos que llegarán al Tribunal, algo que siempre harán y siempre les gustará.

## Reparto
| Actor          | Personaje                |
| -------------- | ------------------------ |
| Walter Matthau | Dan Snow                 |
| Jill Clayburgh | Ruth Loomis              |
| Barnard Hughes | James Jefferson Crawford |
| Jan Sterling   | Christine Snow           |
| James Stephens | Mason Woods              |
| Joshua Bryant  | Bill Russell             |
| Wiley Harker   | Harold Webb              |

## Producción
Originalmente esta película fue una obra teatral, que fue estrenada en 1978. Tres años más tarde sus creadores, Jerome Lawrence y Robert E. Lee, decidieron adaptarla a la gran pantalla.
Originalmente había intención de que Dan Snow fuese interpretado por el legendario Henry Fonda y Ruth Loomis por Jane Alexander. Sin embargo, al final, esos papeles fueron entregados a Walter Mathau y a Jill Clayburgh.